# Голубок білолобий
Голубок білолобий (Geotrygon caniceps) — вид голубоподібних птахів родини голубових (Columbidae). Ендемік Куби. Раніше вважався конспецифічним з гаїтійським голубком.

## Опис
Довжина птаха становить 26-30 см, вага 192-210 г. У самців лоб сірувато-білий, решта голови сіра, потилиця має пурпурово-райдужний відтінок. Груди сірі, боки темно-фіолетові, живіт кремовий, гузка руда. Плечі і верхня частина спини фіолетово-блискучі, нижня частина спини і надхвістя блакитнувато-фіолетові, хвіст сірий. Очі червоні, дзьоб червоний, на кінці охристий, лапи рожеві. Самиці мають більш тьмяне забарвлення. У молодих птахів лоб коричнювато-сірий, горло сірувате, верхня частина тіла темно-коричнева, нижня частина тіла каштанова.

## Поширення і екологія
Білолобі голубки мешкають на сході Куби, а також в горах Сьєрра-дель-Росаріо на заході острова. Вони живуть в підліску вологих рівнинних і заболочених тропічних лісів, в сухих гірських тропічних лісах і на плантаціях. Зустрічаються поодинці або парами, на висоті до 1500 м над рівнем моря. Живляться насінням і дрібними безхребетними, яких шукають на землі. Сезон розмноження триває з січня по серпень. Гніздо являє собою платформу з гілочок, встелену корінцями і травою, розміщується в чагарниках, на висоті від 1 до 3 м над рівнем моря. В кладці 1-2 яйця, інкубаційний період триває 13 днів.

## Збереження
МСОП класифікує цей вид як вразливий. За оцінками дослідників, популяція білолобих голубків становить від 2500 до 10000 птахів. Їм загрожує знищення природного середовища.